# Anton Arenski
Anton Stepanovitch Arenski (en russe : Антон Степанович Аренский) est un compositeur russe, né le 12 juillet 1861 à Novgorod et mort le 25 février 1906 à Perkijarvi, dans le grand-duché de Finlande (Empire russe).

## Biographie

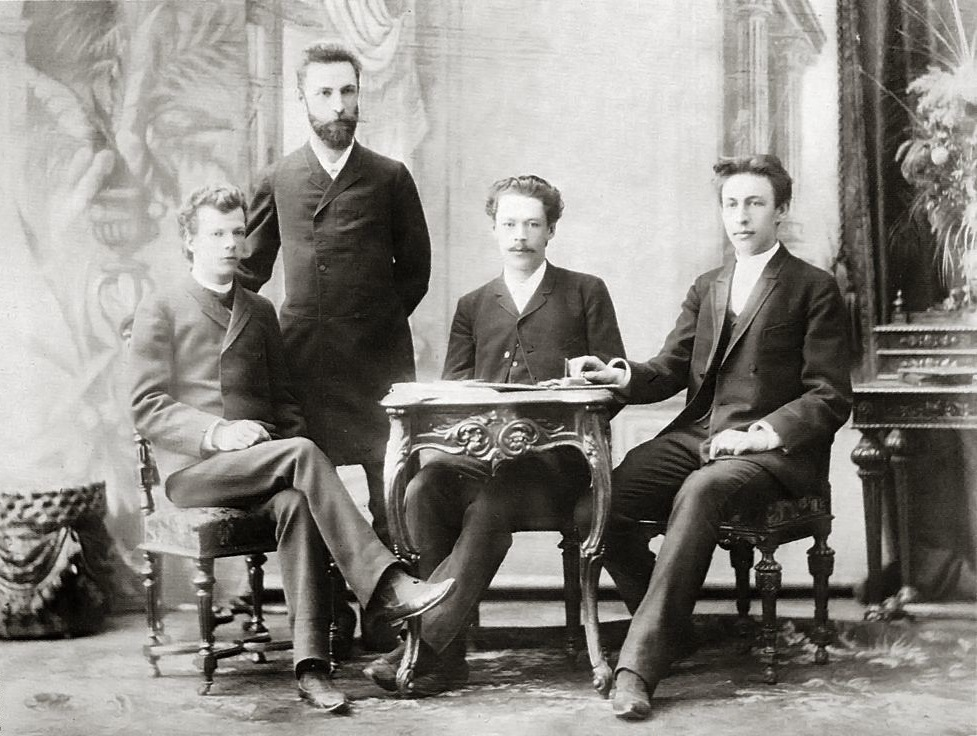
De gauche à droite: Léon Conus, Nikita Morozov, Anton Arenski (assis au milieu) et Sergueï Rachmaninov.

Arenski naît dans une famille mélomane. Son père, Stepan Matveïevitch Arenski (1818-1891), médecin, joue du violoncelle avec grande maîtrise; sa mère joue parfaitement du piano. Dès l'âge de 9 ans, Arenski compose des pièces pour piano, flûte et violoncelle et des lieder. Ses parents s'installent à Saint-Pétersbourg en 1879 afin qu'il étudie la composition au Conservatoire, avec notamment Nikolaï Rimski-Korsakov comme professeur. Diplômé en 1882, il devient enseignant au Conservatoire de Moscou et il est nommé professeur en 1889; il enseigne à de futurs compositeurs comme Alexandre Scriabine, Sergeï Rachmaninov ou Alexandre Gretchaninov. Sous la recommandation de Mili Balakirev, Arenski retourne à Saint-Pétersbourg afin de diriger le chœur impérial de 1895 à 1901. Il se consacre ensuite à ses activités de pianiste, de chef d'orchestre et de compositeur.
En 1906, Arenski meurt de tuberculose alors qu'il est soigné dans un sanatorium en Finlande.
La musique de Tchaïkovski représente une influence marquante dans les compositions d'Arenski. Rimski-Korsakov aurait ainsi déclaré : « Dans sa jeunesse, Arenski n'a pas pu échapper à ma propre influence, puis à celle de Tchaïkovski. Il sera rapidement oublié. »  L'incapacité d'Arenski à se forger un style personnel explique donc l'oubli dans lequel sa musique est tombée jusqu'à aujourd'hui.  Certaines œuvres ont néanmoins eu les honneurs du disque, telles les Variations sur un thème de Tchaïkovski. Le talent d'Arenski s'est sans doute davantage exprimé dans sa musique de chambre, avec la composition de deux quatuors à cordes, deux trios avec piano et un quintette avec piano.

## Œuvre
Anton Arenski laisse un catalogue de 80 œuvres musicales, dont :

### Opéras
- Son na Volge (Сон на Волге), Un rêve sur la Volga, sur un livret d'Anton Arenski d'après l'œuvre d'Alexandre Ostrovski Voïvode, op.16 (1888)
- Rafael (Рафаэль), sur un livret d'A. Krioukov, op. 37 (1894)
- Nal' i Damayanti (Наль и Дамаянти), d'après l'épopée indienne "Mahabharata", sur un livret de Modeste Tchaïkovski tiré d'une nouvelle de Vassili Joukovski, op.47 (1903)

### Orchestre
- Concerto pour piano en fa mineur, op. 2 (1882)
- Symphonie no 1 en si mineur, op. 4 (1883)
- Suite no 1 en sol majeur, op. 7 (1885)
- Scherzo symphonique en la majeur, op. 8 (1884)
- Marguerite Gautier - Fantaisie orchestrale op. 9 (1886)
- Intermezzo en sol mineur op. 13 (1882)
- Symphonie no 2 en la majeur, op. 22 (1889)
- Suite no 2 Silhouettes, pour deux piano, op. 23 (1892)
- Suite no 3 Variations, pour deux piano en ut majeur, op. 33 (1894)
- Variations sur un thème de Tchaïkovski, op. 35a (1894)
- Fantaisie pour piano et orchestre sur des thèmes de Ryabinine, op. 48 (1899)
- Concerto pour violon en la mineur, op. 54 (1901)
- Pamyati Souvorova (Marche « À la mémoire de Souvorov » en ut mineur, 1900)

### Musique de chambre
- Quintette avec piano en ré majeur, op. 51 (1900)
- Quatuor à cordes no 1 en sol majeur, op. 11 (1888)
- Quatuor à cordes no 2 en la mineur, pour violon, alto et deux violoncelles, op. 35 (1894)
- Trio avec piano no 1 en ré mineur, op. 32 (1894)
- Trio avec piano no 2 en fa mineur, op. 73 (1905)
- Deux pièces pour violoncelle et piano, op. 12 (1887)
- Quatre morceaux pour violoncelle et piano, op. 56 (1902)
- Quatre morceaux pour violon et piano, op. 30 (1894)

### Piano
- Suite pour deux pianos no 1, op. 15 (1884)

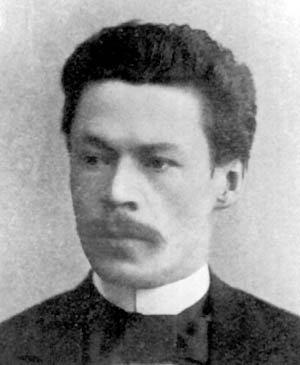
Anton Arenski

- Suite pour deux pianos no 2 Silhouettes, op. 23 (1892)
- Suite pour deux pianos no 3 Variations, en ut majeur, op. 33 (1894)
- Suite pour deux pianos no 4, op. 62 (1903)
- Suite pour deux pianos no 5 Suite pour enfants, op. 65
- Quatre morceaux pour piano, op. 25 (1891)
- Essais sur des rythmes oubliés, op. 28 (1892)
- Vingt-quatre pièces caractéristiques pour piano, op. 36 (1894)
- Quatre études pour piano, op. 41 (1896)
- Trois morceaux pour piano, op. 42 (1898)
- Six caprices pour piano, op. 43 (1896)
- Près de la mer "six esquisses", op. 52 (1900)
- Six pièces pour piano, op. 53 (1901)
- Douze préludes pour piano, op. 63
- Douze morceaux pour piano à 4 mains, op. 66 (1903)
- Douze études, op. 74 (1905)

### Autres
- Cantate pour le dixième anniversaire du Couronnement, op. 26 (1893)
- Cantate La Fontaine de Bakhtchisaraï, op. 46 (1899)
- Ballet La Nuit égyptienne (Ночь в Египте), op. 50 (1900)
- Trois quatuors vocaux sur des poèmes d'Afanassi Fet, op. 57 (1901)
- Cantate Le Nageur, op. 61
- Mélodies op. 6 (4), op. 17 (4), op. 27 (6), op. 38 (6), op. 49 (5), op. 60 (8), op. 70 (5), op. 71 (5)

## Discographie

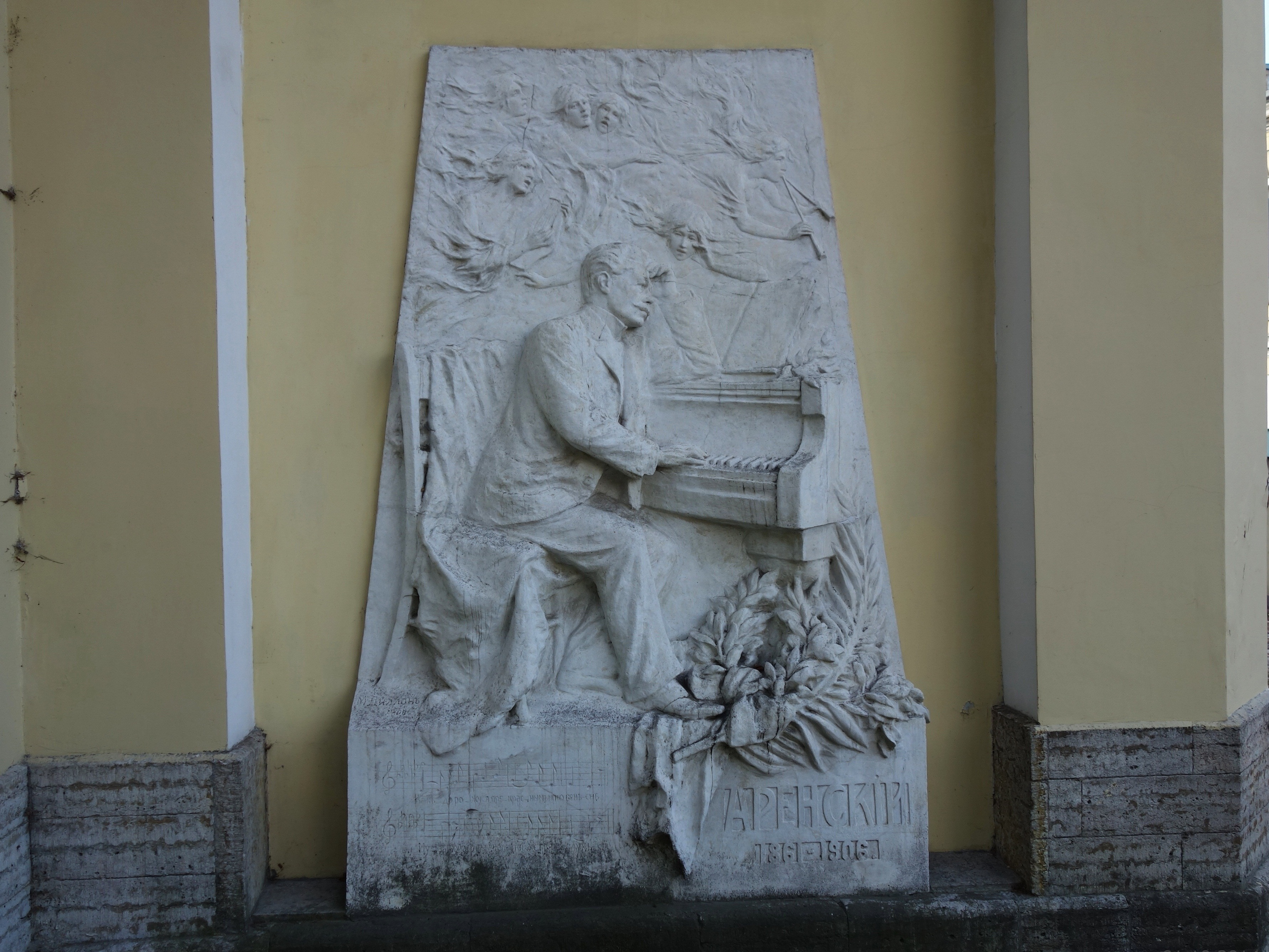
Tombe d'Arenski au cimetière Tikhvine.

- Concerto pour piano et orchestre, op. 2 ; Fantaisie sur des airs populaires russes, op. 48 - Stephen Coombs, piano ; BBC Scottish Symphony Orchestra, dir. Jerzy Maksymiuk (1993, coll. « Le Concerto romantique pour piano, vol. 4 » Hyperion CDA66624) (OCLC 717443054) — Complément : Concerto no 1 de Bortkewicz, op.16.
- Concerto pour violon et orchestre, op. 54 - Ilya Gringolts, violon ; BBC Scottish Symphony Orchestra, dir. Ilan Volkov (18-19 septembre 2008, coll. « Le Concerto romantique pour violon, vol. 7 » Hyperion CDA67642) (OCLC 743069596) — Complément : Suite de concert, op. 28 de Taneïev.
- Suites pour deux pianos no 1, op. 15 ; no 2 « Silhouettes », op. 23 ; no 3 « Variations », op. 33 et no 4, op. 62 - Stephen Coombs et Ian Munro, pianos (1994, Hyperion CDA66755) (OCLC 874488742)
- Musique pour piano : Quatre morceaux, op. 25 ; Vingt quatre Pièces caractéristiques, op. 36 (n°3, Nocturne ; n° 13, Étude ; n° 15, Le ruisseau dans la forêt ; n° 16, Élégie ; n° 20, Mazurka) ; Quatre études, op. 41 ; Six caprices, op.43 ; Près de la mer six esquisses, op. 52 (n° 4 : Allegro moderato en sol bémol majeur ; n° 5 : Allegro scherzando en mi bémol mineur) et Six pièces, op. 53 - Stephen Coombs, piano (1-3 mars 1998, Hyperion CDA67066 / CDH55311) (OCLC 780890366)
- Quatuor à cordes no 2 pour violon, alto et deux violoncelles, op. 35 ; dont le mouvement lent : Variations sur un thème de Tchaïkovski  utilisant le thème d'après des Chansons enfantines, op. 54 - The Raphael Ensemble (21-23 février 1993, Hyperion CDA66648 / CDH55426) (OCLC 31187046) — Complément : Sextuor à cordes « Souvenir de Florence », op. 70 de Tchaïkovski.
- Trios avec piano nos 1 et 2 op. 32 et 73 - Leonore Piano Trio (9-11 mars 2013, Hyperion CDA68015) (OCLC 893823831) — Complément : Vocalise, op. 34 no 14 de Rachmaninov.